# Chiesa di San Giovanni Battista (Mores)
La chiesa di San Giovanni Battista è una chiesa campestre situata in territorio di Mores, centro abitato della Sardegna settentrionale. 
Consacrata al culto cattolico fa parte della parrocchia di Santa Caterina d'Alessandria, diocesi di Sassari.
L'edificio, in stile romanico, è stato edificato nel secolo XII. In età moderna vennero aggiunti i due loggiati laterali, i contrafforti e modificata la facciata e il. presbiterio, assetti che ne modificarono pesantemente la struttura facendo perdere ogni traccia dell'edificio romanico.

## Altri progetti

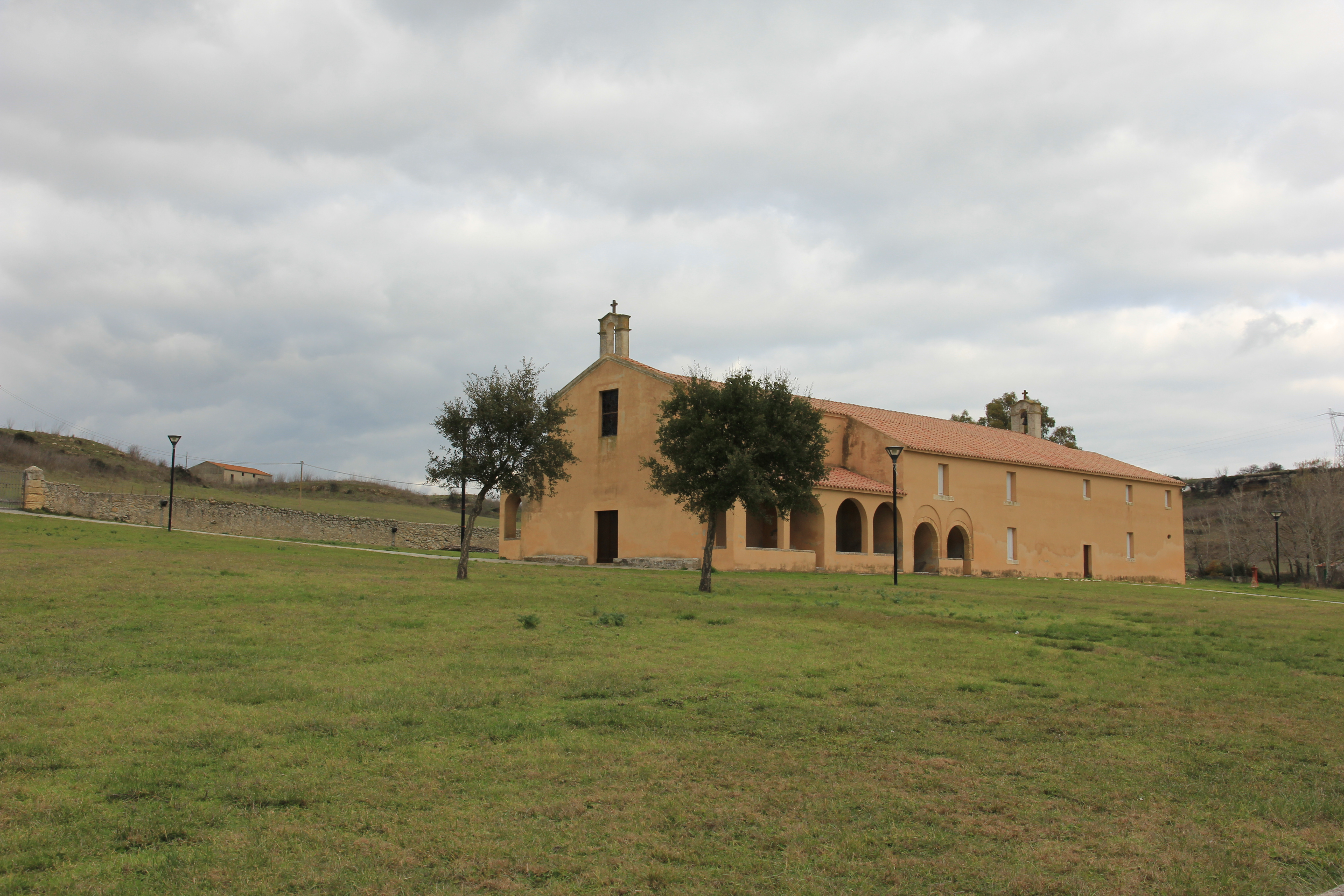